# Palud (marais)
Pour les articles homonymes, voir Palud.
La palud est un toponyme se rattachant à un marécage. Le mot palud (écrit parfois palu ou palue) signifie « marais » en vieux français. C'est un milieu apparemment hostile à l'homme car marécageux mais recherché à la fin du Moyen Âge (mise en culture en France autour de Bordeaux par exemple) et plus récemment[Quand ?] sous l'appellation zone humide.
Le paludisme est étymologiquement le « mal des marais ».
Un paludier est un travailleur qui récolte le sel des marais salants.
Le paludarium est un terrarium aménagé pour reconstituer un biotope semblable à celui d'un marais.

## Toponymes
Le mot entre dans la composition de nombreux noms de lieu, dont :
- La Palud-sur-Verdon, commune française des Alpes-de-Haute-Provence ;
- Saint-Pierre-la-Palud, commune française du Rhône ;
- Saint-Hilaire-la-Palud, commune française des Deux-Sèvres ;
- Châtillon-la-Palud, commune française de l’Ain ;
- Lapalud, commune française du Vaucluse ;
- la chapelle Sainte-Anne-la-Palud, église et village de Plonévez-Porzay (Finistère), lieu célèbre de pèlerinage.
- Quai de Paludate en bordure de la Garonne (Gironde).
- Althen-des-Paluds

## Patronymes
Il entre parfois dans les noms de personne comme:
- Hugues de la Palud, seigneur de Varax

## Vins de palus
Vins bordelais produit sur des d’anciens marais asséchés du littoral de la Gironde.